# Ormiscodes nigrolutea
Ormiscodes nigrolutea är en fjärilsart som beskrevs av Eugène Louis Bouvier 1924. Ormiscodes nigrolutea ingår i släktet Ormiscodes och familjen påfågelsspinnare. Inga underarter finns listade i Catalogue of Life.